# 顺安市
顺安市（越南语：／）是越南平阳省下辖的一个省辖市，位于越南的东南部。
市中心的萊眺坊以陶器和水果著名。

## 地理
顺安市东接以安市，东南接胡志明市守德市，南接胡志明市第十二郡，西南接胡志明市旭门县，西接胡志明市纠支县，西北接土龙木市，北接新渊市。

## 历史
1999年7月23日，顺安县以平安社、新平社、东和社、新东协社和以安市镇析置以安县，顺安县仍辖永富社、平和社、顺交社、平准社、安富社、平任社、兴定社、安山社8社和莱眺市镇、安盛市镇2市镇。
2011年1月13日，顺安县改制为顺安市社；莱眺市镇改制为莱眺坊，安盛市镇改制为安盛坊，永富社改制为永富坊，平和社改制为平和坊，顺交社改制为顺交坊，平准社改制为平准坊，安富社改制为安富坊。
2013年12月29日，平任社改制为平任坊，兴定社改制为兴定坊。
2017年4月27日，顺安市社被评定为三级城市。
2020年1月10日，顺安市社改制为顺安市。

## 行政区划
顺安市下辖9坊1社，市人民委员会位于莱眺坊。
- 安富坊（Phường An Phú）
- 安盛坊（Phường An Thạnh）
- 平准坊（Phường Bình Chuẩn）
- 平和坊（Phường Bình Hòa）
- 平任坊（Phường Bình Nhâm）
- 兴定坊（Phường Hưng Định）
- 莱眺坊（Phường Lái Thiêu）
- 顺交坊（Phường Thuận Giao）
- 永富坊（Phường Vĩnh Phú）
- 安山社（Xã An Sơn）